# Polydontes apollo
Polydontes apollo é uma espécie de gastrópode terrestre neotropical da família Pleurodontidae (antes entre os Camaenidae). Foi nomeada por Pfeiffer, em 1860. É nativa do Caribe, endêmica de uma pequena região.

## Descrição da concha e hábitos
Esta espécie apresenta conchas circulares e amarronzadas, quando vistas por cima ou por baixo, com 2.3 centímetros de altura e 4.5 de diâmetro, quando desenvolvidas. São caracterizadas por sua superfície quase lisa, espiral baixa, cônica e levemente arredondada, formando um ângulo entre a parte superior e inferior da concha, e pela ausência de umbílico. Lábio externo expandido e de coloração branca, sem projeções dentiformes em seu interior. Curiosamente possuem o hábito de amputar o final de seu pé (dispositivo de locomoção ventral) como tática de fuga.

## Distribuição geográfica
Polydontes apollo é uma espécie endêmica do leste de Cuba, ocorrendo em uma elevação denominada Yunque de Baracoa, em Baracoa, província de Guantánamo.